# Birger Malmsten

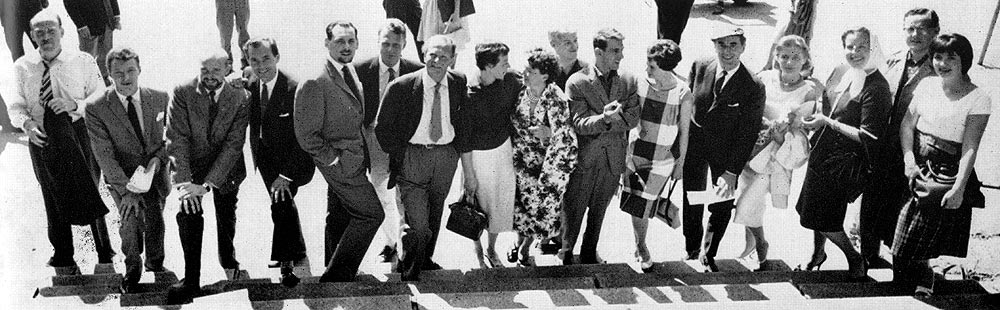
Malmsten (fjärde från vänster) tillsammans med TV-teaterensemblen säsongen 1960/1961.

Albert Birger Malmsten, född 23 december 1920 i Gräsö församling, Uppsala län, död 15 februari 1991 i Oscars församling, Stockholm, var en svensk skådespelare.

## Biografi
Som ung flyttade han från födelseorten Gräsö utanför Öregrund till Stockholm och började på allvar ägna sig åt teater mot slutet av 1930-talet. Långfilmsdebuten skedde 1940 i en statistroll som hotellanställd i Snurriga familjen. Efter att han 1943 kommit i kontakt med Ingmar Bergman kom denne att ge honom flera film- och teaterroller. Malmsten hade flera stora roller i Bergmans tidiga filmproduktion i titlar som Det regnar på vår kärlek (1946), Musik i mörker (1948) och Fängelse (1949).
Malmsten började 1962 att arbeta i Dramatiska teaterns ensemble. Åren 1960–1963 uppträdde han också i TV-teatern. Filmrollerna blev med åren ett stort antal. Mot slutet av sitt liv medverkade Birger Malmsten dock nästan uteslutande i TV-produktioner. Han hade en större roll som hyresvärd i serien Goda grannar 1987, och sin allra sista roll hade han i den politiska serien Kopplingen 1991.
Malmsten var från 1951 gift med skådespelaren Haide Göransson.

## Filmografi i urval

### Film
- 1940 – Snurriga familjen
- 1942 – General von Döbeln
- 1943 – Ombyte av tåg
- 1944 – Hets
- 1944 – Vi behöver varann
- 1944 – Räkna de lyckliga stunderna blott
- 1945 – Den allvarsamma leken
- 1946 – Det regnar på vår kärlek
- 1946 – När ängarna blommar
- 1947 – Skepp till Indialand
- 1947 – Brott i sol
- 1948 – Eva
- 1948 – Banketten
- 1948 – Musik i mörker
- 1949 – Farlig vår
- 1949 – Fängelse
- 1949 – Törst
- 1950 – Regementets ros
- 1950 – Till glädje
- 1950 – Restaurant Intim
- 1950 – Sommarlek
- 1951 – Dårskapens hus
- 1952 – Kvinnors väntan
- 1953 – Ursula – flickan i finnskogarna
- 1953 – All jordens fröjd
- 1953 – Ingen mans kvinna
- 1954 – Gabrielle
- 1954 – Hästhandlarens flickor
- 1954 – I rök och dans
- 1955 – Finnskogens folk
- 1955 – Enhörningen
- 1956 – Moln över Hellesta
- 1957 – Som man bäddar...
- 1957 – Möten i skymningen
- 1957 – Nattens ljus
- 1958 – Lek på regnbågen
- 1958 – Laila
- 1959 – Med fara för livet
- 1959 – Guldgrävarna
- 1963 – Tystnaden
- 1968 – Carmilla
- 1968 – ...som havets nakna vind
- 1970 – Ann och Eve – de erotiska
- 1974 – Det sista äventyret
- 1977 – Tabu
- 1984 – Jönssonligan får guldfeber

### TV
- 1971 – Det händer i Sålunda (TV-serie)
- 1974 – Engeln (TV-serie)
- 1976 – Ansikte mot ansikte (TV-serie)
- 1976 – Meningen med föreningen (TV-serie)
- 1980 – Sinkadus (TV-serie)
- 1982 – Dubbelsvindlarna (TV-serie)
- 1983 – Den tredje lyckan (TV-serie)
- 1983 – Spanarna (TV-serie)
- 1983 – Öbergs på Lillöga (TV-serie)
- 1985 – Fridas flykt (TV-serie)
- 1985 – Nya Dagbladet (TV-serie)
- 1985 – Lösa förbindelser (TV-serie)
- 1987 – I dag röd (TV-serie)
- 1987 – Goda grannar (TV-serie)
- 1989 – Varuhuset (TV-serie)
- 1991 – Kopplingen (TV-serie)

## Teater

### Roller
| År   | Roll                   | Produktion                                                 | Regi               | Teater                   |
| ---- | ---------------------- | ---------------------------------------------------------- | ------------------ | ------------------------ |
| 1943 | Georg                  | Strax innan man vaknar Bengt Olof Vos                      | Ingmar Bergman     | Stockholms studentteater |
| 1943 | Ung bonde              | Niels Ebbesen Kaj Munk                                     | Ingmar Bergman     | Dramatikerstudion        |
| 1943 | Jan Andersson          | Tivolit Ingmar Bergman                                     | Ingmar Bergman     | Stockholms studentteater |
| 1944 | Gunnar                 | Spelhuset Hjalmar Bergman                                  | Ingmar Bergman     | Dramatikerstudion        |
| 1944 | Skogvaktaren           | Rödluvan och vargen Robert Bürkner                         | Ingmar Bergman     | Boulevardteatern         |
| 1944 | Vilhelm Bennet         | Aschebergskan på Widtskövle Brita von Horn och Elsa Collin | Ingmar Bergman     | Helsingborgs stadsteater |
| 1944 |                        | Fan ger ett anbud Carl Erik Soya                           | Ingmar Bergman     | Helsingborgs stadsteater |
| 1944 | Donalbain              | Macbeth William Shakespeare                                | Ingmar Bergman     | Helsingborgs stadsteater |
| 1945 | Han                    | Kriss-Krass-Filibom, revy Rune Moberg och Sture Ericson    | Ingmar Bergman     | Helsingborgs stadsteater |
| 1945 |                        | Pelikanen August Strindberg                                | Sture Ericson      | Helsingborgs stadsteater |
| 1945 | Löjtnanten             | Jacobowsky och översten Franz Werfel                       | Ingmar Bergman     | Helsingborgs stadsteater |
| 1945 | Erik                   | Rabies Olle Hedberg                                        | Ingmar Bergman     | Helsingborgs stadsteater |
| 1945 | Gunnar Hansson         | Ett puzzlespel Kaj Munk                                    | Sture Ericson      | Helsingborgs stadsteater |
| 1946 | Elon                   | Rekviem Björn-Erik Höijer                                  | Ingmar Bergman     | Helsingborgs stadsteater |
| 1947 | Valterson              | Krigsmans erinran Herbert Grevenius                        | Henrik Dyfverman   | Blancheteatern           |
| 1950 | Filch                  | Tolvskillingsoperan Bertolt Brecht och Kurt Weill          | Ingmar Bergman     | Intiman                  |
| 1950 | Erik                   | En skugga Hjalmar Bergman                                  | Ingmar Bergman     | Intiman                  |
| 1950 | Pojken                 | Medea Jean Anouilh                                         | Ingmar Bergman     | Intiman                  |
| 1951 |                        | Drömflickan Elmer Rice                                     | Hasse Ekman        | Intiman                  |
| 1955 | David Hoylake-Johnston | Vad vet mamma om kärlek William Douglas-Home               | Per Gerhard        | Intiman                  |
| 1963 | Matt från Myntet       | Tiggarens opera John Gay                                   | Per-Axel Branner   | Dramaten                 |
| 1964 | En bärare              | Tre knivar från Wei Harry Martinson                        | Ingmar Bergman     | Dramaten                 |
| 1966 | Medverkande            | I afton improviserar vi Luigi Pirandello                   | Mimi Pollak        | Dramaten                 |
| 1969 | Ferapont               | Tre systrar (Три сeстры, Tri sestry) Anton Tjechov         | Keve Hjelm         | Dramaten                 |
| 1977 | Miljökämpe Kurt Reuter | Ranstadvalsen Jan Guillou och Gunnar Ohrlander             | Margaretha Byström | Dramaten                 |
| 1977 | Virginskij             | Onda andar Fjodor Dostojevskij                             | Ernst Günther      | Dramaten                 |